# خلايا شوان حول المشبكية
خلايا شوان حول المشبكية (المعروفة أيضًا باسم خلايا شوان الطرفية أو تيلوغليا) هي خلايا عصبية موجودة في الوصل العصبي العضلي (أو الموصل العصبي العضلي) (NMJ)، وتلعب دورًا في النقل المشبكي، والتخلق المشبكي، وتجدد الأعصاب. تشترك هذه الخلايا مع سلف مشترك مع كل من خلايا شوان الميلانينية وغير الميلانينية والتي تشتق من خلايا العرف العصبي. تساهم خلايا شوان حول المشبكية في تنظيم المشبك الثلاثي جنبًا إلى جنب مع النهاية العصبية قبل المشبكية والألياف العضلية بعد المشبكية. تعتبر خلايا شوان حول المشبكية المكون الدبقي للتقاطع العصبي العضلي (NMJ) ولها وظائف مماثلة لتلك الموجودة في الخلايا النجمية في الجهاز العصبي المركزي. تعتمد خصائص هذه الخلايا على كل من الخصائص التشابكية الخارجية والخصائص الدبقية الداخلية، إذ تتطور الخصائص الداخلية لخلايا شوان حول المشبكية بناءً على المشبك المرتبط، فمثلًا، تختلف خلايا شوان حول المشبكية في الألياف العضلية سريعة الانقباض عن خلايا شوان حول المشبكية في الألياف العضلية بطيئة الانقباض حتى عند إزالتها من بيئتها الطبيعية المتشابكة. تحتوي خلايا شوان حول المشبكية في الألياف العضلية سريعة الانقباض على مستويات أعلى من الكالسيوم استجابةً لتعصيب المشبك عند مقارنتها بالخلايا الموجودة في الألياف العضلية بطيئة الانقباض. هذا التوازن بين التأثيرات الخارجية والداخلية يخلق عدة أنواع من خلايا شوان حول المشبكية الموجودة في العديد من الوصلات العصبية العضلية للجهاز العصبي المحيطي.

## اكتشافها
اكتشفت خلايا شوان حول المشبكية (الطرفية) لأول مرة من قبل لويس أنطونيو رانفيير في عام 1878 عندما لاحظ شبكات متفرعة تحيط بنهاية الليف العصبي المحرك في الوصل العصبي العضلي (الجزء العصبي منه). ووصف خلايا شوان حول المشبكية بأنها «نوى تشجير» نظرًا لتفرعاتها العديدة في المشبك الذي يُرى تحت المجهر. اختلفت هذه الخلايا عن نوى ألياف العضلات والنهاية العصبية في الوصل العصبي العضلي، مما جعلها المكون الثالث للنموذج المشبكي الثلاثي. وجد أن هذه الخلايا المكتشفة حديثًا كانت موجودة في نماذج التنكس العصبي، مما يدل على طبيعتها غير العصبية. أثار قرب خلايا شوان حول المشبكية من الوصل العصبي العضلي تساؤلات عن وظيفتها، ولكن لم يكن معروفًا سوى القليل، حتى البحث الشامل الذي أجراه العلماء عليها في العقدين الماضيين.

## تطورها
كان أصل خلايا شوان حول المشبكية محل تساؤل إلى حد كبير في الستينيات، وكان هناك العديد من الافتراضات عن أصلها الدبقي أو الظهاري، ولكن ارتبط تطور خلايا شوان حول المشبكية بالعرف العصبي. مثلما هو موضح أعلاه، فإن خلايا شوان حول المشبكية هي نوع من خلايا شوان غير النخاعية، والتي تتطور من خلايا العرف العصبي. يمكن تلخيص السلسلة العامة للأحداث التطورية على النحو التالي: تتطور خلايا العرف العصبي إلى سلائف خلية شوان التي تتطور إلى خلايا شوان غير ناضجة والتي تتمايز بعد ذلك إلى خلايا شوان الميلينية وخلايا شوان غير المييلية وتعد خلايا شوان حول المشبكية مجموعة فرعية منها.
توجد خلايا العرف العصبي في الأنبوب العصبي الظهري الذي تنمو منه الأعصاب والخلايا الدبقية على حد سواء وخلايا العرف العصبي هي سلائف للعديد من أنواع الأنسجة المختلفة بما في ذلك الخلايا العصبية المعوية والدبقية. توجد سلائف خلايا شوان (المشتق الأول من خلايا العرف العصبي) حيث ينمو محور العصب من الأنبوب العصبي الظهري، ولكن ثبت أن هذه السلائف الدبقية ليست ضرورية لنمو المحور العصبي. يتميز الانتقال من خلايا العرف العصبي إلى سلائف خلايا شوان بتفعيل جين Sox10 ويحدث عمومًا في اليوم الجنيني 12-13 في الفئران. ثم تتمايز سلائف خلايا شوان إلى خلايا شوان غير الناضجة التي تنحدر منها خلايا شوان الميلانينية وغير الميلانينية مباشرة. تظهر هذه الخلايا بشكل عام في اليوم الجنيني 13-15 في الفئران. يحدث تمايز خلايا شوان غير الناضجة بعد الولادة ويعتمد على المحاور التي ترتبط بها الخلايا الدبقية. يُعرف هذا التمايز بأنه قابل للعكس. تتطور خلايا شوان حول المشبكية على شكل خلايا شوان غير ميلانينية وتغلف الوصل العصبي العضلي. يؤكد وجود بروتينات ربط الكالسيوم S100، والبروتين الليفي الدبقي الحمضي (GFAP)، والبروتين 0 أن هذه الخلايا تتبع للخلايا الدبقية. إذ تظهر هذه البروتينات في الخلايا الدبقية الأخرى مثل خلايا شوان الميلانينية وخلايا العرف العصبي. في حين أن سلالة خلايا شوان غير الميلانينية تنشأ أيضًا من خلايا العرف العصبية، لكن التطور الدقيق لخلايا خلايا شوان حول المشبكية من خلايا شوان غير الميلانينية غير مفهوم تمامًا.

## وظيفتها في الوصل العصبي العضلي (NMJ)

### التخلق المشبكي
التخلق المشبكي Synaptogenesis هو تكوين المشبك وفي هذه الحالة يكون الوصل العصبي العضلي ذا أهمية. لفهم التخلق المشبكي يجب التركيز على تطور الوصل العصبي العضلي من المحوار العصبي أثناء التطور. ترافق سلائف خلايا شوان المحاور العصبية النامية عندما تصل إلى العضلات المرتبطة بها. من المعروف الآن أن هذه السلائف ليست ضرورية لنمو المحوار العصبي، ولكن في حال وجودها، توجه مخاريط النمو وتساعد في الحفاظ على الوصل العصبي العضلي بعد تكونه. بعد التشكل الأولي للوصل العصبي العضلي، يحدث نمو مذهل في عدد خلايا شوان حول المشبكية. ومع ذلك، إذا كان هناك نقص في خلايا شوان حول المشبكية بعد تشكل الوصل العصبي العضلي، سيكون هناك نقص في نمو المحاور العصبية الإضافية، وقد يُلاحَظ تراجع المحاور. يظهر هذا في دراسة أجريت على الضفادع بعد 8 و12 يومًا من استئصال خلايا شوان حول المشبكية، كان هناك معدل تراجع بنسبة 44% بحلول اليوم الثاني عشر من الاستئصال. يوضح هذا التراجع أن خلايا شوان حول المشبكية ليست ضرورية لنمو المحاور، ولكنها ضرورية للحفاظ على الوصل العصبي العضلي على المدى الطويل.
طور العلماء الأوساط التي تحاكي وظائف خلايا شوان حول المشبكية باستخدام عوامل مشتقة من الخلايا في المختبر. تُستخدم هذه الأوساط لفهم الأساس الجزيئي الذي من أجله تعزز خلايا شوان حول المشبكية التشابك. لوحظ أن وسط TGF-ß1 (تحويل عامل النمو -1) ضروري لتطوير نقاط الاشتباك العصبي في المختبر. يبدو أن TGF-ß1 يوقف نمو الأعصاب من أجل تعزيز تكوين التشابك العصبي العضلي، ولكن دوره في الجسم الحي غير معروف.